# Die! Herz! Schlag! Show!
Die Herzschlagshow (Eigenschreibweise: Die! Herz! Schlag! Show!) war eine deutsche Spielshow auf ProSieben, die erstmals am 13. Juli 2020 ausgestrahlt wurde. Sie wurde in den Bavaria Studios in München aufgezeichnet und von Steven Gätjen moderiert. 2003 lief auf VOX mit Puls limit: Jeder Herzschlag zählt, schon einmal ein ähnliches Format.

## Spielkonzept
Es treten zwei Teams mit jeweils drei Prominenten gegeneinander an. Jedes Team hat einen Team-Kapitän. Die Teams spielen neun Spiele gegeneinander. Jedes Spiel wird über den Herzschlag entschieden, wobei sich unterscheidet, wie der Herzschlag eingebunden und gewertet wird. Teilweise wird der Wert des Herzschlags auch mit einem anderen im Spiel erzielten Wert addiert, um den Sieger des Spiels zu bestimmen.
Der Gewinner des Spiels darf als Zweiter antreten und kann somit dem anderen Team bei der Absolvierung der Aufgabe zuschauen. Im Finale treten die Team-Kapitäne gegeneinander an. Wer dieses Spiel für sich entscheidet, ist Sieger der Show.

## Ausstrahlung
Die vier Folgen liefen zwischen dem 13. Juli und dem 3. August 2020 montags um 20:15 Uhr.
| Ausgabe | Datum          | Team 1             | Team 1         | Team 1           | Team 2       | Team 2          | Team 2               |
| Ausgabe | Datum          | Captain            | Mitglieder     | Mitglieder       | Captain      | Mitglieder      | Mitglieder           |
| ------- | -------------- | ------------------ | -------------- | ---------------- | ------------ | --------------- | -------------------- |
| 1       | 13. Juli 2020  | Panagiota Petridou | Paul Janke     | Simon Gosejohann | Nico Santos  | Lilly Becker    | Mario Basler         |
| 2       | 20. Juli 2020  | Wigald Boning      | Lisa Feller    | Gil Ofarim       | Verona Pooth | Stefan Mross    | Bürger Lars Dietrich |
| 3       | 27. Juli 2020  | Joey Heindle       | Özcan Coşar    | Larissa Marolt   | Frank Rosin  | Martin Klempnow | Jasmin Wagner        |
| 4       | 3. August 2020 | Ruth Moschner      | Thorsten Legat | Ben Blümel       | Verona Pooth | Jochen Schropp  | Ralf Moeller         |

## Einschaltquoten
| Ausgabe | Datum          | Zuschauer | Zuschauer       | Marktanteil | Marktanteil     | Nachweis |
| Ausgabe | Datum          | Gesamt    | 14 bis 49 Jahre | Gesamt      | 14 bis 49 Jahre | Nachweis |
| ------- | -------------- | --------- | --------------- | ----------- | --------------- | -------- |
| 1       | 13. Juli 2020  | 1,36 Mio. | 0,75 Mio.       | n. B.       | 11,3 %          | [ 5 ]    |
| 2       | 20. Juli 2020  | 1,24 Mio. | 0,70 Mio.       | 4,7 %       | 9,9 %           | [ 6 ]    |
| 3       | 27. Juli 2020  | 1,12 Mio. | 0,64 Mio.       | 4,4 %       | 9,6 %           | [ 7 ]    |
| 4       | 3. August 2020 | 1,11 Mio. | 0,63 Mio.       | n. B.       | 8,9 %           | [ 8 ]    |

## Rezeption
Sidney Schering von Quotenmeter.de bewertete die erste Ausgabe eher positiv, sah aber Verbesserungspotenzial. So stachen für ihn vor allem das besondere Bühnenbild und der Moderator positiv heraus, das Konzept der Show drohe sich aber durch die ähnlich angelegten Ziele der Spiele schnell abzunutzen.